# قشلاق اغجاران
قشلاق اغجاران یک روستا در ایران است که در استان اردبیل واقع شده‌است. قشلاق اغجاران ۶۶ نفر جمعیت دارد.